# Euthymia polychroma
Euthymia polychroma is een rechtvleugelig insect uit de familie veldsprinkhanen (Acrididae). De wetenschappelijke naam van deze soort is voor het eerst geldig gepubliceerd in 1893 door Brancsik.